# Curt Asche von Marenholtz

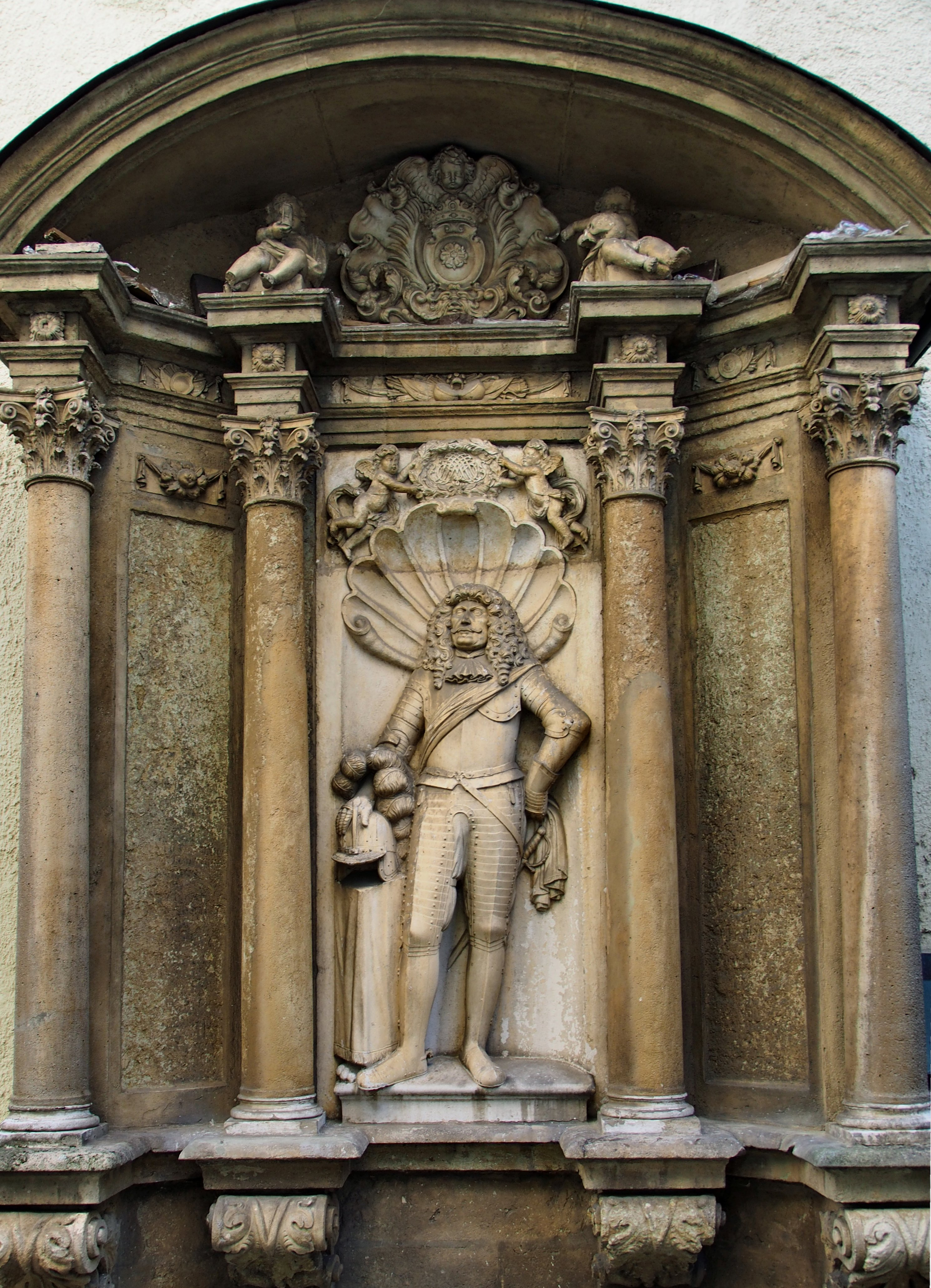
Epitaph Curt Asche von Marenholtz (1619–1674)

Curt Asche von Marenholtz, auch Carl Ascher von Mahrenholz, seit 1667 Freiherr (* 25. Oktober 1619; † 29. Oktober 1674 in Regensburg), war ein kurbrandenburgischer Rat und Diplomat.

## Leben

### Herkunft und Familie
Curt Asche von Marenholtz entstammte der braunschweigischen Linie des alten lüneburgischen Adelsgeschlechts Marenholtz. Sein Vater war Curt von Marenholtz.

### Werdegang
Marenholtz war halberstädtischer Regierungsrat, Kämmerer und Hauptmann zu Gatersleben und Krottorf. Auch war er Präsident der Regierung des Bistums Halberstadt. Marenholtz wurde am 31. August 1661 Wirklicher Geheimer Rat und damit Mitglied der brandenburgischen Regierung unter Kurfürst Friedrich Wilhelm (1640–1688). Von 1662 bis 1674 war er kurbrandenburgischer bevollmächtigter Gesandter am Immerwährenden Reichstag in Regensburg. Am 26. Juni 1667 wurde er vom Kaiser in den Reichsfreiherrenstand erhoben. Marenholtz war Erbherr auf Nienhagen und Schmatzfeld.

### Grabdenkmal
Ein großes, eindrucksvolles Epitaph auf einem Sockel neben dem westlichen Eingang von der Predigergasse in Regensburg auf den Gesandtenfriedhof, gelegen südlich hinter der Dreieinigkeitskirche, über die der Friedhof bei Öffnung der Kirche auch zugänglich ist, zeigt den verstorbenen Gesandten in kompletter Ritterrüstung mit Allongeperücke als große barocke Ganzfigur. Auf dem eindrucksvollen Epitaph sind die ehemaligen seitlichen Inschriften nicht mehr vorhanden. Sie, sind aber als ältere Abschrift erhalten. Das Epitaph ist eines der vier ältesten erhaltenen Epitaphien auf dem Gesandtenfriedhof. Eine ehemals vorhandene große wertvolle Kupfergrabplatte ist nicht mehr vorhanden. Sie wurde wahrscheinlich wie die Glocken der Kirche bei Metallsammlungen im Zweiten Weltkrieg beschlagnahmt, aber anders als die Glocken der Kirche nicht wieder aufgefunden.
Als Alleinerbe des beträchtlichen Vermögens des Verstorbenen hatte der Neffe Asche (Ascan) Christoph von Mahrenholz (1645–1713) das Epitaph errichten lassen. In der als Abschrift erhaltenen Inschrift auf dem Epitaphs wird der Verstorbene beschrieben als würdevoller, liebenswerter Mann, der sich eines beständigen Glücks erfreute, nicht nur im Leben friedfertig war, und die Ruhe im Staat ebenso liebte, wie auch die Ruhe im eigenen Haus.